# Slavko Kulić
Slavko Kulić (* Razvođe, Oklaj, 21. kolovoza 1941.), hrvatski filozof, politolog, ekonomist i sociolog. 

## Životopis
Osnovnu školu završio je u Oklaju, srednju u Splitu. Završio je Ekonomski fakultet Sveučilišta u Zagrebu, te se usavršavao u poljima filozofije, politologije, ekonomije, prava i sociologije u Zagrebu, Beogradu i Ljubljani.
Znanstveni savjetnik i profesor je na Ekonomskom institutu od 1970. godine kao predstojnik Odjela za međunarodne odnose; Odjela za strateška istraživanja, te Odjela za interdisciplinarna istraživanja opstanka i razvoja života na planetu Zemlji.
Predsjednik je Znanstvenog društva ekonomista Hrvatske od 2002.
Ljudsko nastojanje i stremljenje Slavka Kulića može se u cjelini staviti u kontekst globalizacije humanizma naspram globalizacije nasilja u svijetu i kao takvo je poznato svjetskoj znanstvenoj zajednici za polje očovječavanja ljudskoga roda umjesto njegovog rasčovječavanja, za kulturni mem morala umjesto kulturnog mema profita. Na razini sintezne inteligencije zalaže se za mir kao kulturnu vrijednost na razini pojedinog naroda, ali i na razini ljudskog roda (čovječanstva).

## Značajnija znanstvena djela i knjige
1. Globalizacija, kvartalni kapitalizam i njegove refleksije na hrvatsko društvo - problem transparentnosti kapital odnosa u hrvatskom gospodarstvu i društvu, Zagreb, 2006.
2. Neoliberalizam kao socijaldarvinizam, Prometej, Zagreb, 2004.
3. Kvartalni kapitalizam i njegovi dometi na tlu Hrvatske: Globalizacija u Hrvatskoj i Hrvatska u globalizaciji, Knjižnica “Kritika”, Zagreb, 2003.
4. Globalizacija i trajektorij RH u svijetu interesa i država – društveni obzor hrvatskoga gospodarstva, Zagreb, 2002.
5. Lažna zora globalizacije, Ekonomski institut Zagreb, 2000.
6. Što je to samosvijest suvremenog svijeta? Tolerancija nasilja i zlouporaba moći u vrijeme mira, EI, Zagtreb, 1999.
7. Dijalog o nacizmu i globalizaciji, Zagreb – Salzburg – Paris, izdanje “Adamić”, Rijeka, 1998.
8. Nužnost rekonstitucije hrvatskog društva i države, EI Zagreb, 1998.
9. Strategija nasilja kao strategija razvoja, izdanje, “Naprijed”. Zagreb, 1996.
10. Kritičko teorijski osvrt na ekonomsku i političku strukturu nove Europe, izdanje,IDP, Revijalno izdanje, Zagreb, 1992.
11. Znanstveno tehnološka revolucija za koga?, izdanje Jugoart, Zagreb – Beograd, 1990.

## Međunarodna priznanja i članstva u društvima
- Stalni član Hrvatske Akademije Ekonomskih Znanosti

- Član Hrvatskog Vijeća Europskih Pokreta (HVEP), Zagreb

- Član Međunarodnih Filozofa za Mir, SAD, 2003

- Član Svjetskog Parlamenta – SAD – Indija – 2002

## Vanjske poveznice
- Tko je tko u hrvatskoj znanosti  Arhivirana inačica izvorne stranice od 4. ožujka 2016. (Wayback Machine)